# Немесіо Діес (стадіон)
«Естадіо Немесіо Діес» (ісп. Estadio Nemesio Díez), неофіційно іменований також як «Ла Бомбонера» (ісп. La Bombonera) — один з найстаріших футбольних стадіонів у Мексиці, відкритий 8 серпня 1954 року. Має місткість 30 000 місць і розташований у місті Толука, Мексика, поблизу Мехіко. Є домашньою ареною футбольного клубу «Толука».
Стадіон прийняв два чемпіонати світу (1970 та 1986). Стадіон знаходиться на висоті приблизно 2 670 метрів над рівнем моря і є одним з найбільш висотних стадіонів Північної Америки.
Особливістю даного стадіону була відсутність системи освітлення, що змушувало грати місцеву команду в денний час доби. Однак, все змінилося, коли «Толука» взяла участь в Південноамериканському кубку, оскільки КОНМЕБОЛ не дозволяв брати участь в турнірі футбольним клубам, які не мають системи освітлення на своєму домашньому стадіоні.

## Історія
Протягом 1940-х та 1950-х років «Толука» грала домашні ігри на стадіоні «Патрія». У 1953 році керівництво клубу купило права на стадіон і на тому самому місці клуб розпочав будівництво власного стадіону.
Стадіон був відкритий у неділю 8 серпня 1954 року матчем між «Толукою» та командою з Югославії «Динамо» (Загреб), що завершилась перемогою гостей з рахунком 1:4. Єдиний гол у складі «Толуки», а також перший в історії стадіону забив Енріке Сесма.
Спочатку стадіон був відкритий під назвою стадіон клубу «Толука» (ісп. Estadio Club Deportivo Toluca). Ця назва проіснувала до 1955 року, коли її змінили на «Ектор Барраса». Потім в 1959—1970 роках він називався «Луїс Гутьєррес Досаль». Під час першої участі у чемпіонаті світу арена отримала назву «Толука 70» (1970—1986), а під час другого — «Толука 70-86» (1986—2000). Тим не менш весь цей час стадіон був відомий як «Ла Бомбонера де Толука», але це ніколи не було його офіційною назвою. Таким чином було відзначено, що він був дуже схожий на стадіон аргентинської «Боки Хуніорс».
Після смерті Немесіо Діеса, президента, а потім і власника клубу, у червні 2000 року назву стадіону було змінено на «Немесіо Діес».

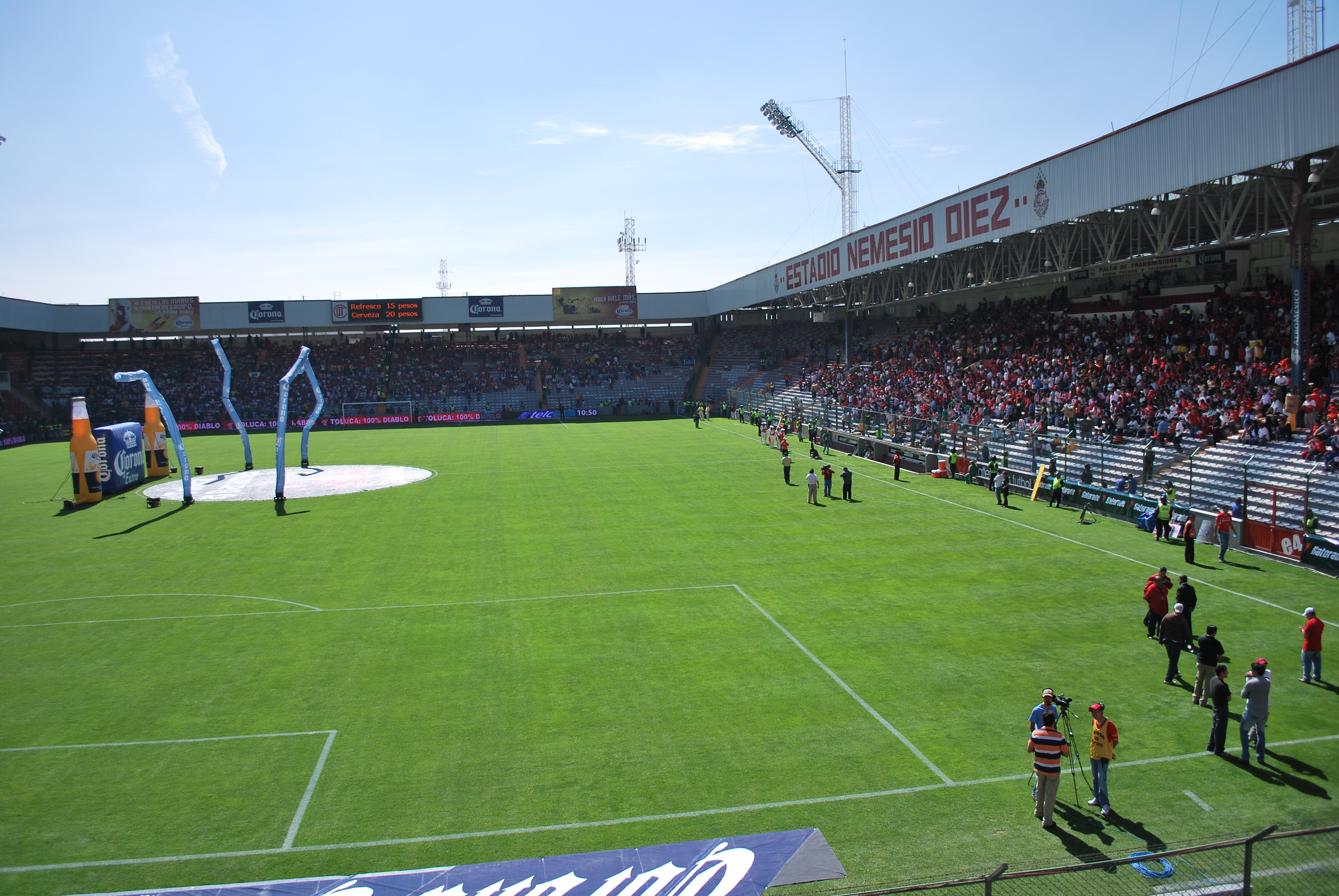
Стадіон до реконструкції.

### Реконструкція (2015—2017)
2015 року стало відомо про виділення 800 мільйонів песо (близько 40 мільйонів доларів США) для реконструкції стадіону «Немесіо Діес» до 2017 року, коли «Толука» мала відзначити свій столітній ювілей і зробити це на переобладнаному та більш функціональному стадіоні.
У межах реконструкції були побудовані чотири макроопори, які стали підтримувати дах, щоб замінити колони, які перешкоджали видимості. Також був добудований другий ярус, завдяки чому місткість зросла з 22 000 до 30 000 глядачів.
Проект також включав чотири екрани на кожному куті стадіону, заміну всіх сидінь та ряд інших покращень.
Реконструйований стадіон офіційно відкрився 15 січня 2017 року матчем чемпіонату проти мехіканської «Америки». Перший гол забив гравець «Толуки» Габріель Ауче, а його клуб виграв цей матч 2:1.
Стадіон був завершений влітку 2017 року, після чого було підтверджено, що клуб зіграє проти «Атлетіко Мадрид» на офіційному відкритті оновленого стадіону.

## Міжнародні турніри

### Чемпіонат світу з футболу 1970 року
| Дата           | Час   | Команда № 1 | Рахунок | Команда № 2 | Раунд       | Відвідуваність |
| -------------- | ----- | ----------- | ------- | ----------- | ----------- | -------------- |
| 3 червня 1970  | 16:00 | Італія      | 1–0     | Швеція      | Група 2     | 13,433         |
| 7 червня 1970  | 12:00 | Швеція      | 1–1     | Ізраїль     | Група 2     | 9 624          |
| 11 червня 1970 | 16:00 | Італія      | 0–0     | Ізраїль     | Група 2     | 9,890          |
| 14 червня 1970 | 12:00 | Мексика     | 1–4     | Італія      | Чвертьфінал | 26 851         |

### Чемпіонат світу з футболу 1986 року
| Дата           | Час   | Команда № 1 | Рахунок | Команда № 2 | Раунд   | Відвідуваність |
| -------------- | ----- | ----------- | ------- | ----------- | ------- | -------------- |
| 4 червня 1986  | 12:00 | Парагвай    | 1–0     | Ірак        | Група В | 24 000         |
| 8 червня 1986  | 12:00 | Ірак        | 1–2     | Бельгія     | Група В | 20000          |
| 11 червня 1986 | 12:00 | Парагвай    | 2–2     | Бельгія     | Група В | 16000          |

### Збірна Мексики з футболу
| Дата                |         | Результат |                    | Конкуренція                             |
| ------------------- | ------- | --------- | ------------------ | --------------------------------------- |
| 27 жовтня 1976      | Мексика | 0–0       | Канада             | Відбір на чемпіонат націй КОНКАКАФ 1977 |
| 8 квітня 1980       | Мексика | 5–1       | Гондурас           | Товариський матч                        |
| 29 квітня 1980      | Мексика | 2–2       | Гватемала          | Товариський матч                        |
| 14 грудня 1985      | Мексика | 2–0       | Угорщина           | Кубок Мексики 1985                      |
| 6 жовтня 1987       | Мексика | 4–0       | Канада             | Товариський матч                        |
| 13 жовтня 2015 року | Мексика | 1–0       | Панама             | Товариський матч                        |
| 2 жовтня 2019       | Мексика | 2–0       | Тринідад і Тобаго  | Товариський матч                        |
| 19 листопада 2019   | Мексика | 2–1       | Бермудські Острови | Ліга націй КОНКАКАФ 2019—2020           |